# アイリッシュ・オクトーバー
『アイリッシュ・オクトーバー』 (October) は、アイルランドのロックバンド、U2の2枚目のアルバム。

## 概要
1981年6月9日のロンドン公演を以てBoyツアーが終了すると、バンドは早速7月にスタジオ入りし、2ndアルバムのレコーディングに入った。この時点で完成していた曲はFireとOctober（曲）の一部のみ。ツアー中に披露した未発表曲Father Is An ElephantとCarry Me Homeは手応えを感じなかったのか、そのままオクラ入りとなった。
が、レコーディングは遅々として進まない。通説では1981年3月22日のポートランド公演でボノが歌詞の入ったブリーフケースを盗まれたため（ちなみにこのブリーフケースは2004年ボノの元に戻った）ということになっているが、これに疑義を呈しているのがリリーホワイトで、彼は「彼らは歌詞をなくしたと言っているけれど、それはメモ程度のものだったんじゃないかな。僕の言っている意味が分かるかい？ 歌詞を書いて、できあがったものを歌ったりすることは、ボノもよくやっていたけれど、大抵の場合、使いものにならなかった。僕は彼らは歌詞を完成させていなかったと思う。そんなものなかったんだ」と述べている――端的にいえば、U2は早くもネタ切れに陥っていたということだろう。歌詞だけではなく曲も書けなかったのだから。
もう一つ、当時アダム以外のメンバーはシャロームという宗教団体に属していて、ロックと信仰の狭間で揺れたいた。このままロックバンドを続けるべきか、それとももっと宗教的意義のある職業に就くべきか悩んでおり、これもアルバム制作を難しくした一因だった。
結局、アルバムのテーマはその宗教になり、アイルランド出身というルーツや宗教観を色濃く反映した内省的な作品になった。が、キリスト教圏では、これは大きなリスクで、というのもロックの世界で信仰心を赤裸々に告白するのは、非常にダサいことと考えられていたからだ。例えばボブ・ディランは80年代初頭にゴスペル3部作と呼ばれるアルバムを発表して人気を落としていたが、U2もそうなりかねなかった。後年、ボノはこのアルバムを評して、「ほとんどのロックンロール・バンドが無視する分野に立ち入っている」と述べているが、なんのことはない、誰もそんなことをやりたくなかっただけである。
そんな中でもバンドは自分たちの音楽性の幅を広げようと苦心していて、Stranger In a Strange Land、Scarlet、Octoberではエッジがピアノを弾き、Gloriaではアダムは3種類のベースを弾き、I Threw a Brick Through a Windowではラリーはドラムの限界まで挑戦し、Tomorrowではイーリアン・パイプスをフィーチャーし、With a Shout (Jerusalem)では一部ホーンセクションをフィーチャーしたりしている。またこのアルバムでは「アダムのベースが躍動している」というのが決まり文句で、実際そうなのだが、実はエッジのギターが型にはまらず全開に唸っているのも特徴。ややもすれば一本調子だったBoyの時と違って「空間」を意識したプレイになっている。
が、収録曲の過半がレコーディング前に完成しており、ライブで何度も演奏されていたBoy収録曲と違って、そのほとんどがスタジオで作ったOctober収録曲は、スタジオヴァージョンよりもライブヴァージョンのほうが断然いいというジレンマを抱えることになった、と後年、リリーホワイトは述懐している。
U2の作品の中でもっとも人気のないアルバムであるが、その一因はU2史上最大にダサいジャケットにもあるように思う。

## ジャケット
ジャケットは、メンバー4人が港を背に立っている写真、といったシンプルなデザインになっている。歌詞カード表紙をひろげるとパノラマ写真になっており、メンバー4人の左側に背景が写っている（国内盤において確認）。
ちなみに、アニメ版『笑ゥせぇるすまん』第9話「プラットホームの女」に於いて、タイトルコール後に流れる新宿駅東口と見られる街並みの映像中に、このジャケット写真をモデルにしたと思われる大広告が確認できる。

## 収録曲
1. グロリア - Gloria
2. アイ・フォール・ダウン - I Fall Down
歌詞にあるジュリーというのは、ニューヨークのリッツでのライブ中にステージに上げた裕福な弁護士の娘である女性の名前。後に彼女はアイルランドにやって来て、シャロームに加わり、元Virgin Prunesのドラマーで、当時、U2のローディーをやっていたポッド・キルカと恋仲になった……と言われているのだが、ボノ自身はジュリーに会う前にこの曲を作ったと主張しており、真相は明らかではない。ニューウェーブの影響からか、エッジがピアノを弾いていて、『Boy』収録曲よりは幾分リラックスした感じである。U2と縁の深いジャーナリスト、ビル・グラハムやナイル・ストークスのお気に入り。
3. ブリック・スルー・ア・ウィンドウ - I Threw A Brick Through A Window　　　　　　　　
青春時代のむしゃくした気持ちを歌った曲。
4. リジョイス - Rejoice　　　　　　　　　　
冒頭の「It's falling, it's falling/ And outside a building comes tumbling down（崩れていく 崩れていく/大きな建物が崩れていく」とは、「I Will Follow」と同じく、ボノが母親が亡くなって崩壊していく家庭をイメージして書いたもので、ボノ曰く「I will Follow」と同じテーマの曲とのこと。
5. ファイアー - Fire
6. トゥモロー - Tomorrow　　　　　　　
「Won't you come back tomorrow/ Can I sleep tonight?/ Outside, somebody's outside/ Somebody's knocking at the door./ There's a black car parked at the side of the road（明日戻って来てくれるよね／今夜僕は眠れるかな？／外に誰かがいる／ドアをノックするんだ／道端に黒塗りの車が一台停まっている）」という歌詞を書いている時、最初ボノは北アイルランド紛争で亡くなった人のことを書いたのだと思っていたのだが、アルバムがリリースされた後に、母親の葬式のことを書いたことに気づいた。　　　　　　　　　　　　　　　　　　　
U2の曲で唯一イリアン・パイプを使用している曲。何か特徴を出そうということで、アイルランドのバンドだし、イリアン・パイプを使うことになったのだという（リリーホワイトは「僕たちがスコットランド人だったらブラスを使っていただろうね」と述べている）。但し、AC／DCの「It’s a Long Way to the Top (If You Wanna Rock ’n’ Roll）」、ポール・マッカートニーの「Mull of Kintyre」など、この時点で既にイリアン・パイプをフィーチャーした曲はいくつかあった。イリアン・パイプを演奏しているのはアイルランド人のマルチミュージシャンVinnie Kilduffで、後にIn Tua Nuaのメンバーとなり、The Waterboysの『Fisherman's Blues』やClannadやシネイド・オコナーとのレコーディングにも参加している。
1996年にリリースされたドーナル・ラニーがプロデュースしたケルトミュージックのコンピ『Common Ground』にボノとアダムだけによる「Tomorrow (Common Ground Version)」が収録されている。
7. アイリッシュ・オクトーバー - October　　　　　　　　　　　　　　　
アルバムのレコーディングに入る前に一部出来ていた曲で、エッジが子供時代以来久しぶりにピアノの前に座った時に出来た曲。本当はもっと長い曲になるはずだったが完成させることが出来ず、こんな短い曲になった。アルバムのリリース予定が10月だったから、タイトルに採用されたが、タイトルそのものは歌詞を書く前に決まっていたとのこと。ボノは「とてもドイツ的で、機械文明的な響きのある言葉」と述べている。アダム以外のメンバーが抱えていた信仰の危機を歌った曲で、タイトルに文明の黄昏時の意味を込めている。　　　　　　　　　　
『They Call It An Accident』という1982年のフランス映画のサントラに「October (Instrumental)」と「October (Remix)」が収録されている。「October (Instrumental)」 はボーカルが入る前でカットされているもの。「October (Remix)」はフランスのミュージシャンで、サントラにもインスト曲を提供しているWally Badarouが弾くキーボードが付け加えられている。
8. ウィズ・ア・シャウト - With A Shout (Jerusalem)　　　　　　　　　　　　　　
Some Kind Of Wonderfulというダブリンのソウルバンドのホーンセクションが部分的に採り入れられている。
9. ストレンジャー - Stranger In A StrangeLand　　　　　　　　　　　　
タイトルはロバート・ハイラインの「異星の客」（Stranger in a Strange Land）から拝借した。 Boyツアーで当時東西に分断されていたベルリンを訪れた際、メンバー4人はヴァンの中で寝袋に包まっていたのだが、ベルリンの壁を通過する際、おない年くらいの兵士に車を止められた。ボノはその兵士の人生と自分たちの人生にどれくらいの共通点があるのかを考え、この曲を書いた。ライブで演奏されたことは1度もない。
10. スカーレット - Scarlet　　　　　　　　　　　　　　　
ボノが歌詞を書きあぐねた結果、歌詞は「Rejoice」ただ一語のみになった（だから曲名を「Rejoice」と勘違いする人も多い）。当初アルバムのタイトルになる予定だったのだという。これまで1981年9月3にBBCセッションで演奏されただけだったが、360度ツアーで大々的にフィーチャーされた。
11. イズ・ザット・オール？ - Is That All?　　　　　　　　　　　　　　　　　　
The Electric Co.のイントロで歌われる「The Cry」をベースにした曲。ビル・グラハムにもナイル・ストークスにも蛇足と評されている。ライブで１度も演奏されたことがない。

## Octoberツアー
この節には加筆が望まれています。

## 評価

### イヤーオブ
- 1981年ホットプレス年間ベストアルバム第6位[3]
- 1981年ホットプレス読者が選ぶ年間ベストアイリッシュアルバム第1位[4]
- 1981年OOR（オランダ）年間トップ20アルバム第1位[5]
- 1981年Rockerilla（イタリア）年間ベストアルバム第11位[6]

### オールタイム
- 1989年Buscadero（イタリア）が選ぶ80年代のアルバム[7]
- 2000年ヴァージンが選ぶオールタイムベストアルバム1000第801位[8]